# Filípkův dvůr
Filípkův či Filipkův dvůr je nejznámější ze svobodných dvorů v opavských Kateřinkách. Byl založen Krištofem Bzencem z Markvartovic v roce 1597. Svou dnešní podobu získal někdy v první polovině 18. století. Je příkladem působení baroka na lidovou architekturu. Nachází se u křižovatky Vrchní a Filípkovy ulice, téměř naproti kostelu svaté Kateřiny.
Je to statek s obytným domem a hospodářskými budovami kolem obdélníkového dvora. Hlavní obytná budova je zděný omítnutý jednopatrový objekt o sedmi okenních osách. Vstup pravoúhlými dveřmi je v ose průčelí, které je navíc členěno patrovou a podokenní římsou. V nárožích jsou válcové dvoupatrové věže, zakončené cibulovitými báněmi, kryté břidlicí. V přízemí se dochovaly klenby. Dvůr je od ulice oddělen zdí s vysokými pilíři. Tuto zeď přerušuje vjezd do dvora s brankou pro pěší. Je k ní taky přistavěna kaple Božího Těla.